# Emma Hodler
Emma Hodler (Utzenstorf, 20 oktober 1840 - Bern, 31 januari 1913) was een Zwitserse schrijfster en onderwijzeres.

## Biografie
Emma Hodler was een dochter van Jakob Hodler, een advocaat, en van Anna Maria Späti. Van 1860 tot 1870 was ze onderwijzeres in Kirchberg en vervolgens van 1870 tot 1893 in Bern.
In de jaren 1880 liet ze zich inspireren door een boek van haar vader over de Zwitserse geschiedenis (Geschichte des Schweizervolkes) en door haar eigen professionele ervaringen bij het schrijven van haar werk Das Glück oder Nur ein Schulmeister uit 1892, een vaderlandslievend werk dat een verrassend succes kende.
Later schreef ze nog Am Grauholz (1897) en Unter dem Franzosenjoch (1906). Daarnaast schreef ze ook kluchten, vaak in het Bernse dialect, zoals A Radikalkur (1897), Onkel Sebastians Testament (1898), Der oder Keiner (1901) en Es Schelmestückli (1912). In 1893 schreef ze tevens Kleines für Kleine, een boek met gedichten en liederen voor kinderen. Later volgde ook het jeugdboek Mitfreud - Mitleid (1902).

## Werken
- (de)  Das Glück oder Nur ein Schulmeister, 1892.
- (de)  Kleines für Kleine, 1893.
- (de)  Am Grauholz, 1897.
- (de)  A Radikalkur, 1897.
- (de)  Onkel Sebastians Testament, 1898.
- (de)  Der oder Keiner, 1901.
- (de)  Mitfreud - Mitleid, 1902.
- (de)  Unter dem Franzosenjoch, 1906.
- (de)  Es Schelmestückli, 1912.